# Revista Mexicana de Oftalmología
Revista Mexicana de Oftalmología (skrót: RMO) – meksykańskie czasopismo okulistyczne wydawane od 1987. Oficjalny organ Meksykańskiego Towarzystwa Okulistyki (Sociedad Mexicana de Oftalmología). Dwumiesięcznik.
Periodyk powstał wskutek połączenia trzech czasopism: 
- „Anales de la Sociedad Mexicana de Oftalmología” (ISSN 0185-4224, wydawany jako kwartalnik w latach 1947–1986)[2],
- „Archivos de la Asociación para Evitar la Ceguera en México” (ISSN 0004-489X, wydawany jako kwartalnik w latach 1942–1986)[3]
- „Boletín del Hospital oftalmológico de Nuestra Señora de la Luz” (ISSN 0018-5760, wydawany w latach 1940–2000)[4].

Czasopismo jest recenzowane i publikuje w otwartym dostępie na licencji Creative Commons (CC BY-NC-ND 4.0). Akceptowane do publikacji są artykuły oryginalne, prace przeglądowe, metaanalizy, opisy przypadków klinicznych oraz listy do redakcji z zakresu wszystkich obszarów okulistyki oraz nauki o widzeniu, w tym m.in.: badań podstawowych, genetyki i chorób dziedzicznych, rehabilitacji wzroku, neurookulistyki, okulistyki dziecięcej, schorzeń rogówki i powierzchni oka, jaskry i schorzeń siatkówki. Wersja drukowana ukazuje się w języku hiszpańskim; wersja online – w języku hiszpańskim oraz angielskim. Redaktorem naczelnym czasopisma jest Manuel Alejandro Garza León (Universidad de Monterrey).
W międzynarodowym rankingu SCImago Journal Rank (SJR) mierzącym wpływ i znaczenie poszczególnych czasopism naukowych „Revista Mexicana de Oftalmología” zostało sklasyfikowane w 2018 na 101. miejscu wśród czasopism okulistycznych. W polskim wykazie czasopism punktowanych przez Ministerstwo Nauki i Szkolnictwa Wyższego czasopismo otrzymało 20 pkt (2019).
Czasopismo jest indeksowane m.in. w: DOAJ, DialNet, Latindex, Periodica, Embase oraz w Scopusie.